# Estádio Nacional de Ta' Qali
O Estádio Nacional de Ta' Qali é um estádio de futebol localizado em Ta' Qali, no país de Malta, e é o estádio oficial da Seleção Maltesa de Futebol. É o maior estádio do país, com capacidade oficial de 17 000 pessoas sentadas, tendo sido aberto em 1980 e propriedade do Governo de Malta.